# Región de N'zi-Comoé
N'zi-Comoé era hasta 2011 una de las diecinueve regiones que componían Costa de Marfil. La capital era Dimbokro. Ocupando 19.560 km², su población era de (2002 estimado) 909.800 habitantes. 

## Departamentos
La región estaba dividida en cinco departamentos: Bocanda, Bongouanou, Daoukro, Dimbokro y Mbahiakro.